# جيوفاني باركلي
جيوفاني باركلي (بالإنجليزية: John Barclay) (و. 1582 – 1621 م) هو شاعر، وكاتب، وناقد أدبي إسكتلندي، توفي في روما، عن عمر يناهز 39 عاماً.

## روابط خارجية
- جيوفاني باركلي على موقع الموسوعة البريطانية (الإنجليزية)